# Schäffer Judit
Schäffer Judit (Budapest, 1931. január 25. – Budapest, 2008. augusztus 27.) Kossuth-díjas és Jászai Mari-díjas magyar jelmeztervező.

## Életpályája
Schäffer Miksa (1900–1944) és Vogel Piroska (1905–1988) kisebbik lányaként született. Nővére Lukács Mária (1928–2018) újságíró. Apját, aki a szobi Kőbánya Részvénytársaságnál dolgozott tisztviselőként, a második világháború alatt deportálták. Többé nem látta őt a családja. Ekkor anyja, aki a háború előtt háztartásbeli volt, adminisztrátorként helyezkedett el a Jointnál.
Jelmeztervezői szakon végezett az Iparművészeti Főiskolán 1954-ben. A Magyar Néphadsereg Színházának ösztöndíjasa volt 1954 és 1956 között. 1956-ban a József Attila Színház jelmeztervezője lett, 1966-ban a Nemzeti Színházhoz szerződött. A Magyar Állami Operaház jelmeztervezője volt 1987 és 1991 között, 1991-ben a Budapesti Kamaraszínház jelmeztervezője, később vezető tervezője lett. Tervezett jelmezeket több fővárosi és vidéki színháznak, s dolgozott külföldi színházaknak is. Játék- és tévéfilmek számára tervezett jelmezeket, s négy éven át jelmeztervezést is tanított az Iparművészeti Főiskolán. 1997-től újra a Nemzeti Színház tervezője volt. Egyéni és csoportos kiállításai voltak: a Nemzeti Galériában, a Műcsarnokban, Bécsben, Prágában, Tokióban, Újvidéken és a Várszínházban.
Férje Kézdi Lóránt, a Magyar Televízió díszlettervezője, örökös tagja volt.

## Színpadi munkái
A Színházi adattárban regisztrált bemutatóinak száma: 379.
| - Shakespeare: Lear király (Szegedi Szabadtéri Játékok) - Sarkadi Imre: A bosszú (Reflektor Színpad) - Verneuil: Lamberthier úr (Pesti Vigadó) - Katona József–Spiró György: Jeruzsálem pusztulása (Hevesi Sándor Színház) - Goethe: Tasso (Várszínház) - Csemer Géza: A bestia (Szegedi Szabadtéri Játékok) - Johann Strauss: A Denevér (Fővárosi Operettszínház) - Brisville: A feketeleves (Játékszín) - Molnár Ferenc: Az ördög (Madách Színház) - Wasserman: La Mancha lovagja (Egri Gárdonyi Géza Színház) - Méhes György: Bizánci capriccio (Reflektor Színpad) - Zilahy Lajos: Hazajáró lélek (Székesfehérvári Vörösmarty Színház) - William Somerset Maugham: Imádok férjhez menni (Vidám Színpad) - Hare: A titkos elragadtatás (Budapesti Katona József Színház) - An-Ski: Dybuk (Független Színpad) - Warfel: Jacobowsky és az ezredes (Játékszín) | - Szép Ernő: Vőlegény (Radnóti Színház) - Willard: A macska és a kanári (Játékszín) - Molière: Tudós nők (Művész Színház) - Shakespeare: Vízkereszt, vagy amit akartok (Szegedi Nemzeti Színház) - Schikaneder: Eine kleine Zauberflöte (Deutsche Bühne) - Ödön von Horváth: Figaro válik (Thália Színház) - Shakespeare: Rómeó és Júlia (Szolnoki Szigligeti Színház) - Szép Ernő: Lila akác (Szegedi Nemzeti Színház) - Fielding: Lakat alá a lányokkal (Diósgyőri Vár) - Higgins: Maude és Harold (Madách Színház) - Illyés Gyula: A kegyenc (Hevesi Sándor Színház) - Müller Péter: Szomorú vasárnap (Szolnoki Szigligeti Színház) - Webster: A fehér ördög (Hevesi Sándor Színház) - Gosztonyi János: A festett király (Gyulai Várszínház) - Kaló Flórián: Egyedül (Madách Kamara) - Steinbeck: Egerek és emberek (Székesfehérvári Vörösmarty Színház) |

### Pécsi Nemzeti Színház
| - William Shakespeare: A vihar - Szűts Bernát: Istenek csatája - Sárospataky István: Zóra - Illyés Gyula: Dupla vagy semmi, azaz két életet vagy egyet sem - Csák Gyula: Terézia - Shakespeare: Tévedések vígjátéka - O'Neill: Marco Polo milliói - Bartók Béla: A kékszakállú herceg vára - Kander: Chicago | - Agatha Christie: Tíz kicsi néger - Hochwälder: A közvádló - Camus: Az igazak - Illyés Gyula: Homokzsák - Shakespeare: Titus Andronicus - Sárospataky István: Táncpestis - Kodály: Háry János - Ábrahám Pál: Viktória - Illyés Gyula: Dániel, az övéi között, avagy 'a mi erős várunk..' |

### Győri Nemzeti Színház
- Száraz György: A nagyszerű halál
- Sütő András: A szuzai menyegző
- Terron: Csókolj meg, Alfréd!
- Lehár Ferenc: A mosoly országa
- Henrik Ibsen: Nóra
- Stephanie: A színigazgató
- Offenbach: Eljegyzés lámpafénynél

### József Attila Színház
| - Alexandre Dumas–Planchon: A három testőr - Goldman: Az oroszlán télen - Heltai Jenő: Naftalin - Molière: Az úrhatnám polgár - Jaroslav Hašek: Svejk vagyok - Molnár Ferenc: A Pál utcai fiúk - Móricz Zsigmond: Rokonok - Caragiale: Az elveszett levél - William Shakespeare: Tévedések vígjátéka - Osztrovszkij: Utolsó áldozat - Heltai Jenő: Az ezerkettedik éjszaka - Mihail Bulgakov: Fehér karácsony - Anouilh: Becket avagy az Isten becsülete - Berkesi András: Viszontlátásra, Harangvirág! - Kállai István: Keménykalaposok - Dosztojevszkij: A félkegyelmű - Antoine de Saint-Exupéry: A kis herceg - Popplewell: A hölgy fecseg és nyomoz | - Bertolt Brecht: Koldusopera - Hamilton: Gázláng - Anouilh: A barlang - Nušić: Dr. Pepike - Giraudoux: Párizs bolondja - Jonson: Volpone - Gyárfás Miklós: Egérút - Kertész Imre: Cyrano házassága - Priestley: Mr. Kettle és Mrs. Moon botrányos esete - Szomory Dezső: II. József - Berkesi András: Villa Bécs mellett - Rozov: Udvarol a gyerek - Irwin Shaw: Szelíd emberek - Sós György: Kati - Zinner: Egy kis bécsi kávéház - Fejér István: Bekötött szemmel - Oscar Wilde: Hazudj igazat - Földes Mihály: Honvágy |

### Nemzeti Színház
| - Anton Pavlovics Csehov: Ivanov - Vörösmarty Mihály: Csongor és Tünde - Maróti Lajos: Az utolsó utáni éjszaka - Goethe: Tasso - Molière: Kényeskedők - Márai Sándor: A kassai polgárok - Sütő András: Advent a Hargitán - Rolland: A szerelem és halál játéka - Szakonyi Károly: Vidám finálé - Sardou: Szókimondó asszonyság - Csiky Gergely: A nagymama - Vörösmarty Mihály: Czillei és a Hunyadiak - Rose: Tizenkét dühös ember - Euripidész: Trójai nők - Rojas: Celesztina - Shakespeare: A velencei kalmár - Tennessee Williams: Macska a forró bádogtetőn - Hubay Miklós: Freud, az álomfejtő álma (Különös nyáréjszaka) - George Bernard Shaw: Tanner John házassága - Makszim Gorkij: Jegor Bulicsov és a többiek - Sárospataky István: Teakúra - Madách Imre: Mózes - Shakespeare–Brecht: Coriolanus - Németh László: Galilei - Vészi Endre: Le az öregekkel - Molière: Tudós nők - Babits Mihály: Laodameia - Bellon: A csütörtöki hölgyek - Ben Jonson: Volpone | - Shakespeare: Rómeó és Júlia - Molnár: Olympia - Bródy Sándor: A medikus - Jókai Mór: Thália szekerén - Sütő: A szúzai menyegző - Madách: Az ember tragédiája - Jókai: A kőszívű ember fiai - Molnár: A hattyú - Gyurkó: Fejezetek Leninről - Németh László: Husz János - Shakespeare: Troilus és Cressida - Illyés Gyula: Dániel az övéi közt, avagy A mi erős várunk - Wesker: A konyha - Ruzante: A csapodár madárka - Sütő András: Káin és Ábel - Shakespeare: Téli rege - Iredynski: Hölgyek - Iredynski: Tiszta szerelem - Iredynski: Mária - Örkény István: Kulcskeresők - Móricz Zsigmond: Nem élhetek muzsikaszó nélkül - Geothe: Faust - Bornemisza Péter: Magyar Elektra - Csokonai Vitéz Mihály: Az özvegy Karnyóné s a két szeleburdiak - Szabó Magda: Az a szép, fényes nap - Kilty: Kedves hazug - Weiss: Hölderlin - England: Neveletlenek - Örkény: Sötét galamb |

### Budapesti Kamaraszínház
| - Csemer Géza: Cigánykerék - Shakespeare: Troilus és Cressida - Móricz: Nem élhetek muzsikaszó nélkül - Marlowe: II. Edward angol király - Shakespeare: A makrancos hölgy - Szabó Illés: Telihold - Wilde: Bunbury | - Calderón de la Barca: Az állhatatos herceg - Albee: Három magas nő - Shakespeare: Othello - Feydeau: Osztrigás Mici - Strindberg: Haláltánc - Füst Milán: A lázadó - Katona József: Bánk bán |

### Magyar Állami Operaház
- Wagner: Trisztán és Izolda
- Gounod: Rómeó és Júlia
- Bartók Béla: A kékszakállú herceg vára
- Richard Strauss: Salome
- Erkel Ferenc: Hunyadi László
- Wagner: Tannhauser
- Mozart: Così fan tutte
- Verdi: Traviata
- Kodály Zoltán: Székely fonó
- Verdi: Nabucco
- Kodály Zoltán: Háry János
- Offenbach: Kékszakáll
- Monteverdi: Odüsszeusz hazatérése

### Madách Színház
- Kander: Cabaret
- De Filippo: Vannak még kísértetek
- Slade: Válás Kaliforniában
- Molnár Ferenc: Az üvegcipő

## Filmek

### Játékfilmek
| - Külvárosi legenda (1957) - Négyen az árban (1961) - Áprilisi riadó (1962) - Angyalok földje (1962) - Isten őszi csillaga (1963) - Utolsó előtti ember (1963) - Négy lány egy udvarban (1964) - A pénzcsináló (1964) - Húsz óra (1965) - Aranysárkány (1966) - Szentjános fejevétele (1966) - Nappali sötétség (1966) - Utószezon (1967) - Kártyavár (1968) - A Pál utcai fiúk (1969) - Imposztorok (1969) - Isten hozta, őrnagy úr! (1969) - Utazás a koponyám körül (1970) - A nagy kék jelzés (1970) | - Hangyaboly (1971) - Kakuk Marci (1973) - A Pendragon legenda (1974) - Az öreg (1975) - Várakozók (1975) - Déryné, hol van? (1975) - Két pont között a legrövidebb görbe (1976) - Kilenc hónap (1976) - Teketória (1977) - Ki látott engem? (1977) - Nem élhetek muzsikaszó nélkül (1978) - Élve vagy halva (1980) - Viadukt (1983) - Hanyatt-homlok (1984) - Felhőjáték (1984) - Első kétszáz évem (1986) - Malom a pokolban (1987) - A gyertyák csonkig égnek (2006) - Andersen, avagy a mesék meséje (2007) |

### Tévéfilmek
- A koppányi aga testamentuma (1967)
- A bűvös szék (1972)
- A lőcsei fehér asszony (1975)
- Az a szép, fényes nap (1981)
- A kékszakállú herceg vára (1981)
- Nápolyi mulatságok (1982)
- Akli Miklós (1984)
- A montmartrei ibolya (1988)
- Parasztbecsület (1989)
- Istálló (1989)

## Díjai, elismerései
- Jászai Mari-díj (1971)
- Érdemes művész (1975)
- A prágai kvadriennálé ezüstdíja (1975)
- Az újvidéki nemzetközi kiállítás ezüstdíja (1979)
- Kiváló művész (1985)
- Erzsébet-díj (1991)
- Kossuth-díj (1997)
- Főnix-díj (2005)